# Mouzaki
Mouzaki (griechisch Μουζάκι (n. sg.)) ist eine 13.122 Einwohner zählende Gemeinde im Südwesten der griechischen Region Thessalien. Sie wurde zum 1. Januar 2011 aus den Gemeinden Mouzaki, Ithomi und Pamisos gebildet, die ihrerseits 1997 durch den Zusammenschluss von insgesamt 27 Landgemeinden entstanden. Verwaltungssitz ist die Kleinstadt Mouzaki (1961 Einwohner).

## Geografie

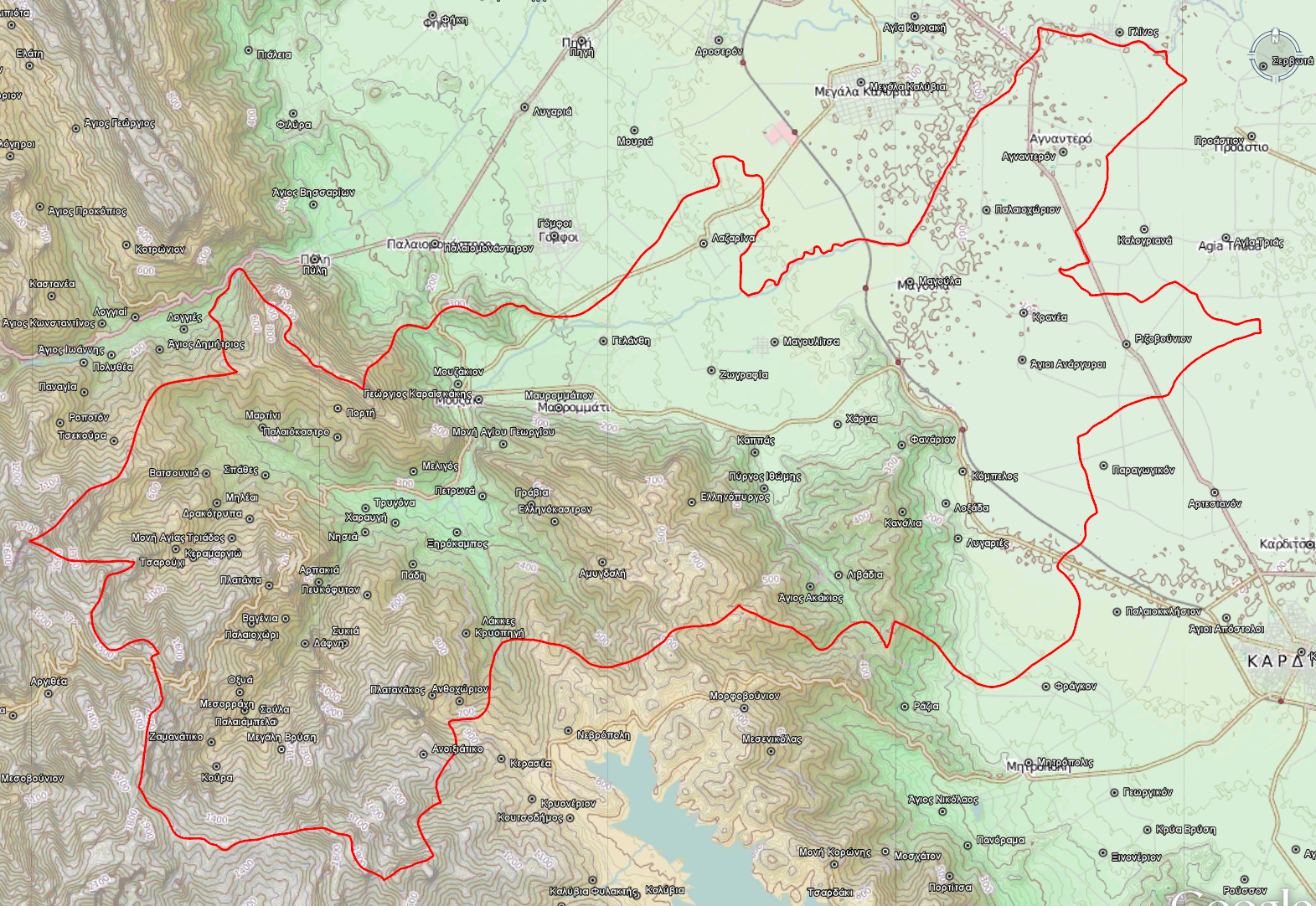
Topografische Karte von Mouzaki

Der Westen des Gemeindegebiets liegt am Osthang des nördlichen Agrafa-Gebirges, das die Wasserscheide zwischen Acheloos und Pinios bildet. Eine Bergkette mit den Gipfeln Karavoula (1862 m), Koulkoutsari (2016 m) und Zygoroulivado oder Kazarma (1971 m) trennt Mouzaki von der südwestlichen Nachbargemeinde Argithea. Am Koulkoutsari entspringt der Pamisos, der bei Agnandero in den thessalischen Hauptfluss, den Pinios mündet. An seinem Austritt aus dem Agrafa-Gebirge in die Thessalische Ebene liegt die Stadt Mouzaki, drei Kilometer weiter östlich erstreckt sich Mavrommati am Nordrand der Berge. Die Mitte des Gemeindegebiets im Gemeindebezirk Ithomi ist mittelgebirgsähnlich und steigt auf rund 1000 Meter Höhe auf, hier bildet Limni Plastira die südliche Nachbargemeinde. Der Osten Mouzakis mit dem Gemeindebezirk Pamisos liegt vollständig in der Thessalischen Tiefebene, Nachbargemeinden sind nördlich Pyli und Trikala, westlich Palamas und im Südosten Karditsa.

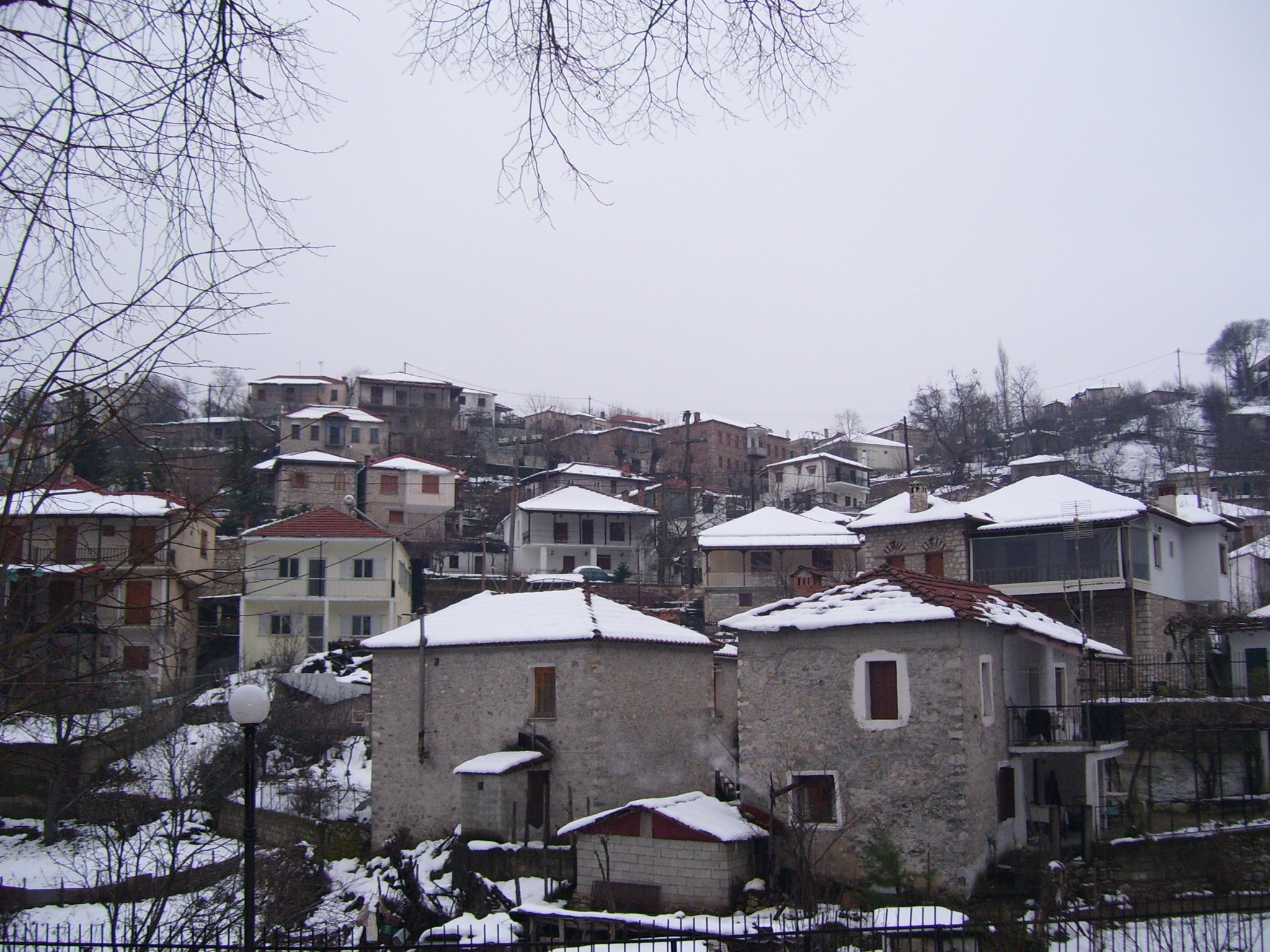
Ellinopyrgos
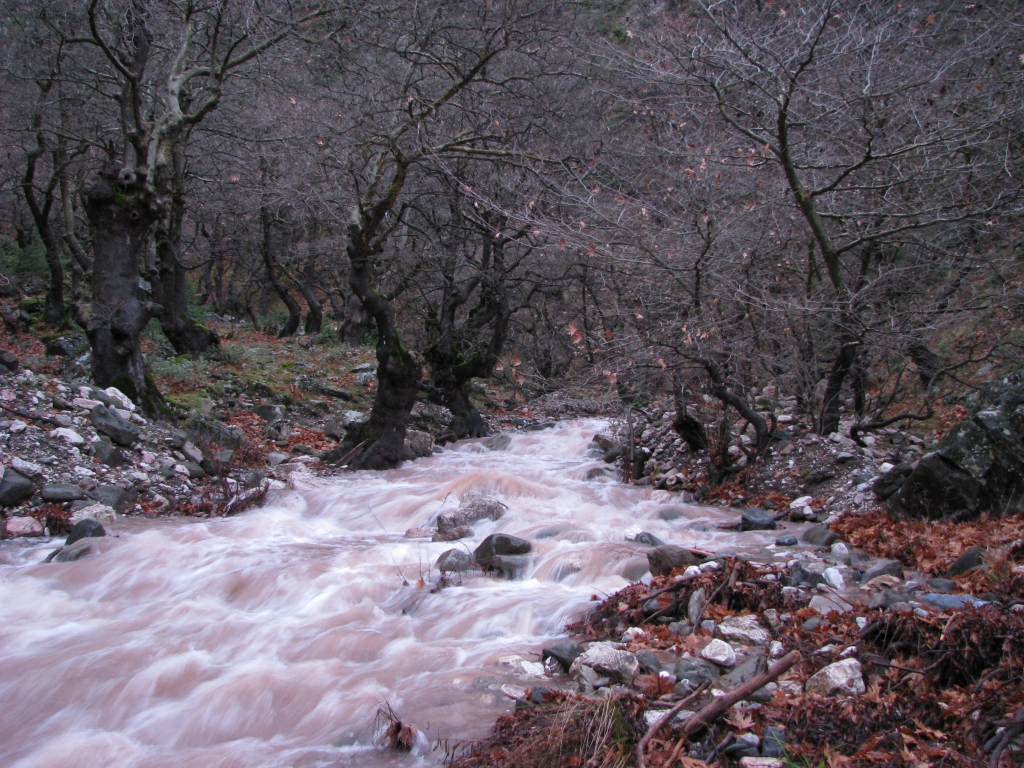
Fluss bei Anthochori
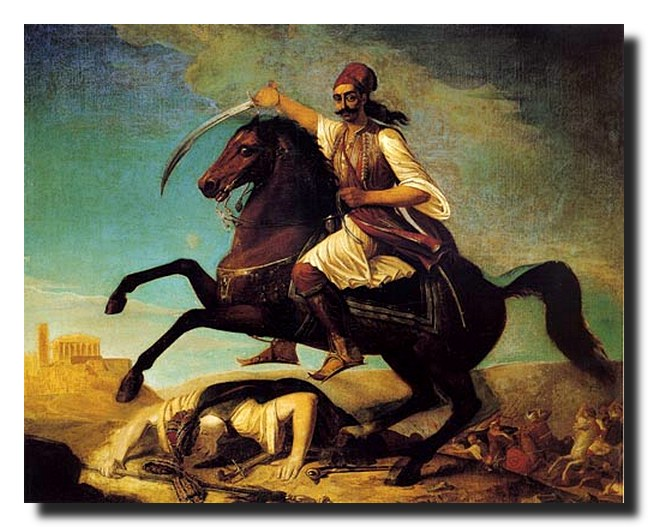
Filippos Margaritis: Georgios Karaiskakis reitet auf die Akropolis

## Gemeindelogo
Das offizielle Logo der Gemeinde zeigt den griechischen Nationalhelden Georgios Karaiskakis zu Pferde. Er wuchs in einem Kloster nahe Mavrommati auf. Nach ihm wurde 1971 ein Stadtteil von Mouzaki benannt. Auch der Laubwald südlich von Mouzakis und Mavrommatis wird Dasos Karaiskaki (Δάσος Καραϊσκάκη) genannt.

## Gemeindegeschichte
Nach dem Anschluss Thessaliens im Jahre 1881 wurden zunächst zwei Stadtgemeinden gebildet, die nach antiken Städten der Region benannt wurden. Mouzaki wurde Sitz der Gemeinde Gomfi (nach Gomphoi, das heutige Dorf Gomfi hieß bis 1930 Rapsista), der Westen des heutigen Gemeindegebiets bildete die Gemeinde Ithomi (nach der antiken Stadt Ithōmē) mit Sitz in Fanari. Agnandero, Paleochori und Rizovouni wurden der Gemeinde Silanes zugeordnet. 1912 teilte man diese Gemeinden in zahlreiche kleine Landgemeinden auf. 1997 wurden erneut drei Gemeinden gebildet, wobei das alte Gomfi nun Mouzaki genannt und das Gebiet der alten Gemeinde Ithomi geteilt wurde: Mavrommati, Gelanthi und Magoulitsa kamen zu Mouzaki, Kranea und Magoula bildeten zusammen mit den drei östlichsten Dörfern die neu geschaffene Gemeinde Pamisos. Mit der Verwaltungsreform 2010 wurde schließlich aus diesen drei Gemeinden die Großgemeinde Mouzaki geschaffen.

### Umbenennungen
Wie in ganz Griechenland wurden auch im Gebiet Mouzakis zahlreiche Dörfer während des 20. Jahrhunderts umbenannt:
| Heutiger Name | griechisch      | Alter Name                  | griechisch                  | bis       |
| ------------- | --------------- | --------------------------- | --------------------------- | --------- |
| Oxya          | Οξυά            | Siamon                      | Σιάμον                      | 1930      |
| Dragotrypa    | Δρακότρυπα      | Sklatena                    | Σκλάταινα                   | 1927      |
| Pefkofyto     | Πευκόφυτο       | Nevrovounista               | Νεβροβούνιστα               | 1957      |
| Anthochori    | Ανθοχώρι        | Floresei Floresion          | Φλωρεσαίοι Φλορέσιον        | 1940 1959 |
| Ellinokastro  | Ελληνόκαστρο    | Vounista Prosilion          | Βούνιστα Προσήλιον          | 1928 1929 |
| Kryopigi      | Κρυοπηγή        | Zeretsi                     | Ζερέτσι                     | 1957      |
| Amygdali      | Αμυγδαλή        | Vrostiani                   | Βρώστιανη                   | 1957      |
| Charma        | Χάρμα           | Charmena                    | Χάρμαινα                    | 1957      |
| Agios Akakios | Άγιος Ακάκιος   | Golitsa                     | Γόλιτσα                     | 1927      |
| Ellinopyrgos  | Ελληνόπυργος    | Gralista                    | Γράλιστα                    | 1928      |
| Magoula       | Μαγούλα         | Fanari Magoulas             | Φανάρι Μαγούλας             | 1961      |
| Agnandero     | Αγναντερό       | Mesdani                     | Μέσδανι                     | 1928      |
| Agii Anargyri | Άγιοι Ανάργυροι | Paligoritsa Paliour Goritsa | Παληγορίτσα Παλιούρ Γορίτσα | 1920 1957 |
| Rizovouni     | Ριζοβούνι       | Rizava                      | Ρίζαβα                      | 1928      |

## Gemeindegliederung
Die bis 1997 bestehenden 27 Gemeinden haben seit 2011 den Status von Stadtbezirken (Ez. gr. dimotiki kinotita) – nämlich Mouzaki und Mavrommati – bzw. von Ortsgemeinschaften (topiki kinotita) und wählen je nach Einwohnerzahl einen Rat oder einen einzelnen Vertreter als Lokalvertretung. Die Einwohnerzahlen stammen aus dem Ergebnis der Volkszählung 2011.

Lage des Gemeindebezirks Ithomi

- Gemeindebezirk Ithomi – Δημοτική Ενότητα Ιθώμης – Ιθώμη – 2.044
  - Ortsgemeinschaft Agios Akakios – Τοπική Κοινότητα Αγίου Ακακίου – 199
    - Agios Akakios – Άγιος Ακάκιος – 187
    - Livadia – Λιβάδια – 12

  - Ortsgemeinschaft Charma – Τοπική Κοινότητα Χάρματος – Χάρμα – 146
  - Ortsgemeinschaft Ellinopyrgos – Τοπική Κοινότητα Ελληνοπύργου – 290
    - Ellinopyrgos – Ελληνόπυργος – 280
    - Zografia – Ζωγραφία – 10

  - Ortsgemeinschaft Fanari – Τοπική Κοινότητα Φαναρίου – 580
    - Kombelos – Κόμπελος – 147
    - Fanari – Φανάρι – 433

  - Ortsgemeinschaft Kanalia – Τοπική Κοινότητα Καναλίων – 389
    - Kanalia – Κανάλια – 345
    - Lygaries – Λυγαριές – 44

  - Ortsgemeinschaft Kappas – Τοπική Κοινότητα Καππά – Καππάς – 137
  - Ortsgemeinschaft Loxada – Τοπική Κοινότητα Λοξάδας – Λοξάδα – 167
  - Ortsgemeinschaft Pyrgos Ithomis – Τοπική Κοινότητα Πύργου Ιθώμης – Πύργος Ιθώμης – 136

Lage des Gemeindebezirks Mouzaki

- Gemeindebezirk Mouzaki – Δημοτική Ενότητα Μουζακίου – 7.291
  - Stadtbezirk Mavrommati – Δημοτική Κοινότητα Μαυρομματίου – 1.530
    - Georgios Karaiskakis – Γεώργιος Καραϊσκάκης – 394
    - Mavrommati – Μαυρομμάτι – 1.115
    - Moni Agiou Georgiou – Μονή Αγίου Γεωργίου – 21

  - Stadtbezirk Mouzaki – Δημοτική Κοινότητα Μουζακίου – Μουζάκι – 1.961
  - Ortsgemeinschaft Amygdali – Τοπική Κοινότητα Αμυγδαλής – Αμυγδαλή – 61
  - Ortsgemeinschaft Anthochori – Τοπική Κοινότητα Ανθοχωρίου – 211
    - Anixiatiko – Ανοιξιάτικο – 5
    - Anthochori – Ανθοχώρι – 205
    - Platanakos – Πλατανάκος – 1

  - Ortsgemeinschaft Drakotrypa – Τοπική Κοινότητα Δρακότρυπας – 562
    - Arpakia – Αρπακιά – 24
    - Drakotrypa – Δρακότρυπα – 379
    - Keramagio – Κεραμαργιώ – 46
    - Milies – Μηλιές – 7
    - Moni Agias Triados – Μονή Αγίας Τριάδος – 2
    - Spathes – Σπάθες – 13
    - Trygona – Τρυγόνα – 83
    - Tsarouchi – Τσαρούχι – 8

  - Ortsgemeinschaft Ellinokastro – Τοπική Κοινότητα Ελληνοκάστρου – 104
    - Ellinokastro – Ελληνόκαστρο – 74
    - Gravia – Γράβια – 20
    - Petrota – Πετρωτά – 10

  - Ortsgemeinschaft Gelanthi – Τοπική Κοινότητα Γελάνθης – Γελάνθη – 435
  - Ortsgemeinschaft Kryopigi – Τοπική Κοινότητα Κρυοπηγής – 247
    - Kryopigi – Κρυοπηγή – 154
    - Lakkes – Λάκκες – 11
    - Xirokambos – Ξηρόκαμπος – 82

  - Ortsgemeinschaft Lazarina – Τοπική Κοινότητα Λαζαρίνας – Λαζαρίνα – 435
  - Ortsgemeinschaft Magoulitsa – Τοπική Κοινότητα Μαγουλίτσης – Μαγουλίτσα – 542
  - Ortsgemeinschaft Oxya – Τοπική Κοινότητα Οξυάς – 368
    - Dafni – Δάφνη – 41
    - Koura – Κούρα – 6
    - Megali Vrysi – Μεγάλη Βρύση – 21
    - Mesorrachi – Μεσορράχη – 24
    - Oxya – Οξυά – 112
    - Paleambela – Παλαιάμπελα – 17
    - Paleochori – Παλαιοχώρι – 17
    - Platania – Πλατάνια – 50
    - Soula – Σούλα – 39
    - Sykia – Συκιά – 5
    - Vagenia – Βαγένια – 20
    - Zamanatiko – Ζαμανάτικο – 16

  - Ortsgemeinschaft Pefkofyto – Τοπική Κοινότητα Πευκοφύτου – 169
    - Charavgi – Χαραυγή – 14
    - Nisia – Νησιά – 31
    - Padi – Πάδη – 4
    - Pefkofyto – Πευκόφυτο – 120

  - Ortsgemeinschaft Porti – Τοπική Κοινότητα Πορτής – 279
    - Martini – Μαρτίνι – 17
    - Meligos – Μελιγός – 36
    - Paleokastro – Παλαιόκαστρο – 16
    - Porti – Πορτή – 210

  - Ortsgemeinschaft Vatsounia – Τοπική Κοινότητα Βατσουνιάς – Βατσουνιά – 387

Lage des Gemeindebezirks Pamisos

- Gemeindebezirk Pamisos – Δημοτική Ενότητα Παμίσου – Πάμισος – 3.787
  - Ortsgemeinschaft Agnandero – Τοπική Κοινότητα Αγναντερού – Αγναντερό – 1.764
  - Ortsgemeinschaft Kranea – Τοπική Κοινότητα Κρανέας – 615
    - Agii Anargyri – Άγιοι Ανάργυροι – 105
    - Kranea – Κρανέα – 510

  - Ortsgemeinschaft Magoula – Τοπική Κοινότητα Μαγούλας – Μαγούλα – 698
  - Ortsgemeinschaft Paleochori – Τοπική Κοινότητα Παλαιοχωρίου – Παλαιοχώρι – 360
  - Ortsgemeinschaft Rizovouni – Τοπική Κοινότητα Ριζοβουνίου – Ριζοβούνι – 350